# Kamienica przy ulicy Drzymały 18 w Katowicach
Kamienica przy ulicy Michała Drzymały 18 w Katowicach – zabytkowa kamienica mieszkalna, położona przy ulicy Michała Drzymały 18 w Katowicach-Śródmieściu.
Została oddana do użytku około 1914 roku w stylu modernistycznym z cegły. W dniu 5 kwietnia 1988 roku wpisano ją do rejestru zabytków pod numerem A/1363/88 – ochroną objęto całą działkę. W dniu 23 marca 2012 roku kamienica stała się częścią wpisanego wówczas do rejestru zabytków historycznego układu urbanistycznego południowego Śródmieścia Katowic. Ponadto budynek wpisany jest także do gminnej ewidencji zabytków miasta Katowice.  
Pod koniec grudnia 2021 roku w systemie REGON pod tym adresem zarejestrowane były 3 aktywne podmioty gospodarcze, w tym Wydawnictwa Naukowe i Artystyczne „GNOME”.
Powierzchnia zabudowy budynku wynosi 220 m², zaś powierzchnia użytkowa 900 m². Kamienica posiada cztery kondygnacje nadziemne i jedną podziemną.